# Haminoea fusca
Haminoea fusca is een slakkensoort uit de familie van de Haminoeidae. De wetenschappelijke naam van de soort is voor het eerst geldig gepubliceerd in 1863 door Pease.